# RAM (雑誌)
『RAM』（らむ）は、廣済堂により1978年2月から1984年9月まで刊行された、パソコン雑誌である（当時「マイコン雑誌」と呼んだ）。
日本のパソコン雑誌では最も早い時期に創刊され、1980年前後には『I/O』『月刊マイコン』『月刊アスキー』と並び「4大誌」と称された。
同誌の特徴としては他3誌と比べ、年少者向けにイラストを多用し平易な解説に比重を置いていた事が挙げられる。注目された記事の一つは、ワンボードマイコン「Λ-1」（らむだわん、RAMに引っ掛けたものと思われる）である。誌上でワンボードマイコンを自作して行こうという連載企画で、Λ-1を完成させた読者よりハードやソフトに関する投稿が行われた。
4誌の中では、最も早い1984年休刊となった。